# Levofloxacine
Levofloxacine is een antibioticum uit de groep van fluorchinolonen. Het wordt verkocht onder verschillende merknamen, zoals Levaquin en Tavanic. Levofloxacine is een synthetisch antibacterieel middel dat wordt gebruikt voor het behandelen van ernstige en levensbedreigende bacteriële infecties. Het is een zogenaamd reservemiddel, dat enkel wordt gebruikt als meer reguliere middelen onvoldoende blijken te werken.
De voorloper van levofloxacine, ofloxacine, was een racemaat. Onderzoek leidde tot de ontdekking van de meer actieve L-vorm, waarna levofloxacine werd ontwikkeld.
De stof is opgenomen in de lijst van essentiële geneesmiddelen van de WHO.

## Werking
Zoals alle antibiotica uit deze groep, werkt levofloxacine door de DNA-synthese van bacteriën te beïnvloeden; het remt het enzym DNA-gyrase. Het werkt tegen veel bacteriën die vaak ziektes veroorzaken, zowel tegen grampositieve als gramnegatieve soorten. Het is ook tegen Pseudomonas aeruginosa werkzaam.

## Indicaties
Het middel kan zowel intraveneus als oraal (tabletten) worden gebruikt. Het wordt ingezet bij luchtweginfecties, urineweginfecties, prostatitis en infecties van de huid en weke delen.

## Bijwerkingen
Levofloxacine kan een aantal bijwerkingen veroorzaken. Vaak zijn dat misselijkheid en diarree. Ook leverfunctiewaarden kunnen veranderen door het gebruik van levofloxacine. Andere bijwerkingen in het maag-darmstelsel komen soms voor zoals braken, buikpijn, winderigheid, obstipatie en verminderde eetlust. Bekend is ook de achillespeesruptuur.